# Rudolf Smend (Theologe, 1851)

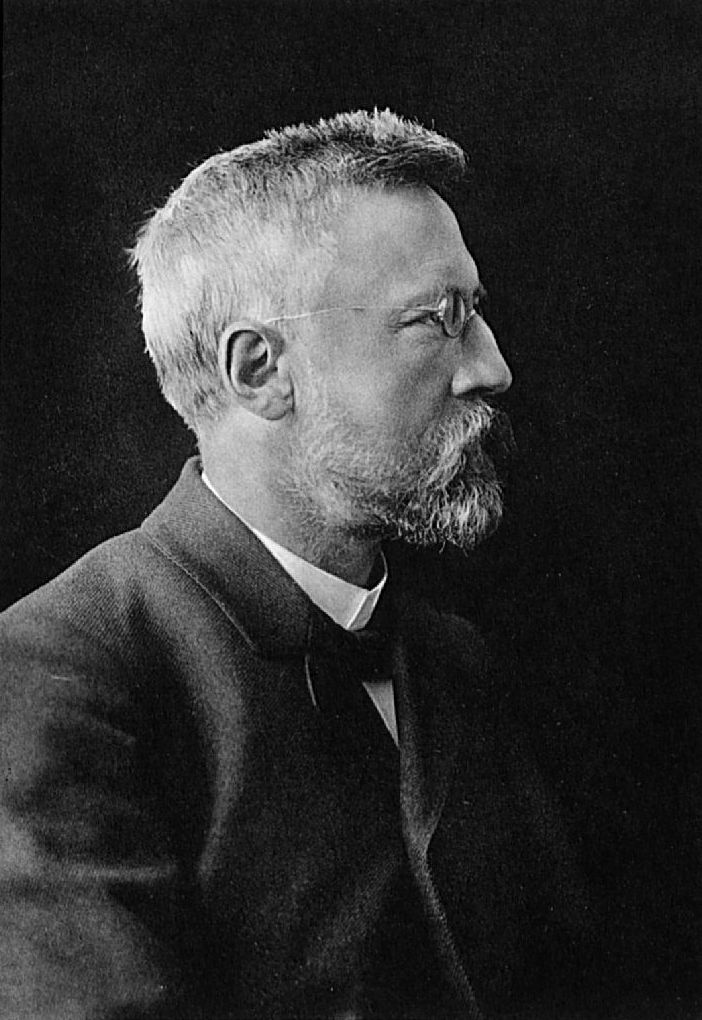
Rudolf Smend

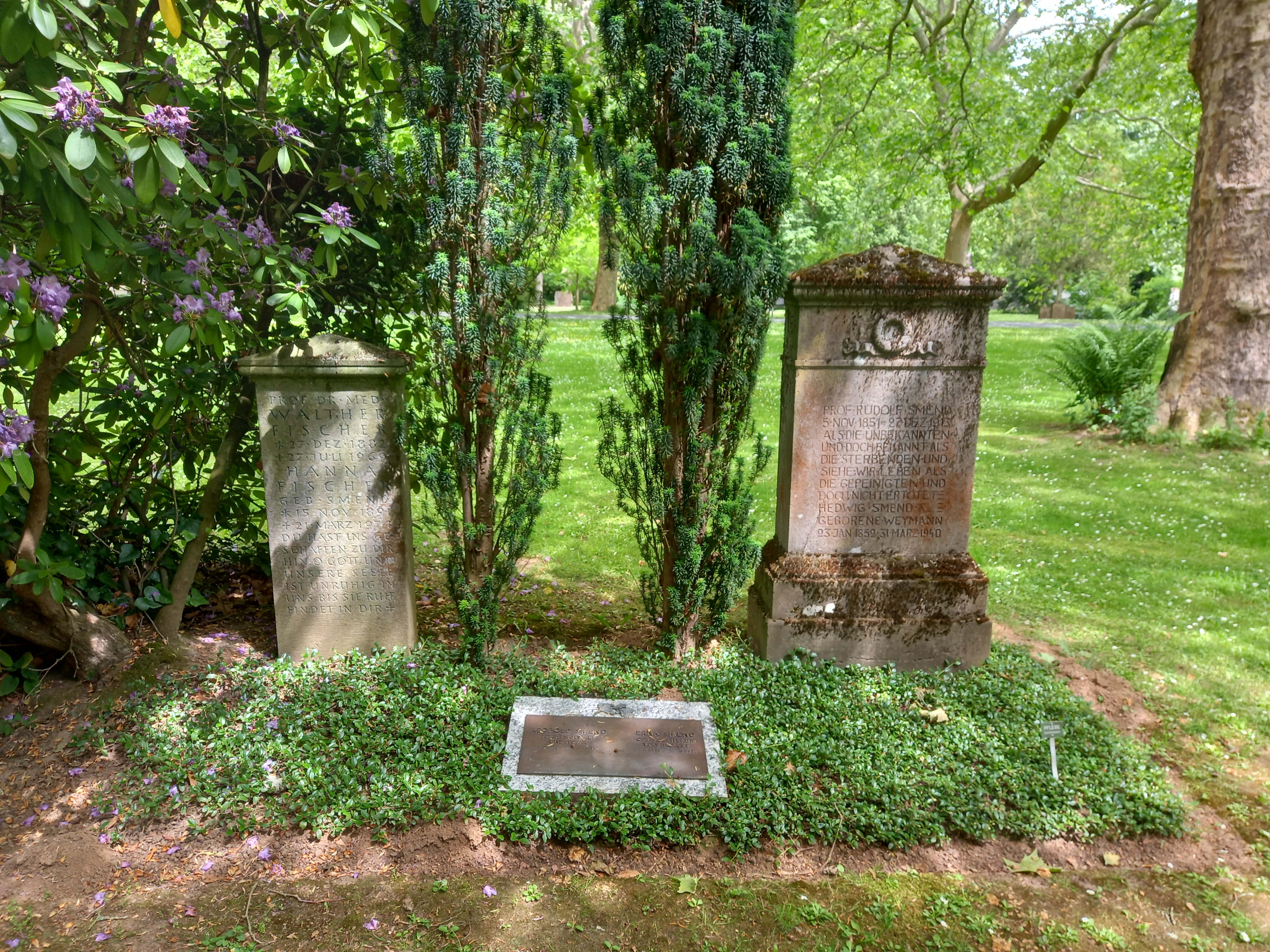
Das Grab von Rudolf Smend und seiner Ehefrau Hedwig geborene Weymann (rechts) im Familiengrab auf dem Stadtfriedhof Göttingen

Rudolf Smend (* 5. November 1851 in Lengerich (Westfalen); † 27. Dezember 1913 in Ballenstedt) war ein deutscher Theologe (Alttestamentler).

## Leben
Rudolf Smend stammt aus der alten Juristen- und Theologenfamilie Smend, die über drei Generationen hintereinander im 18. und 19. Jahrhundert der reformierten Gemeinde Lengerich in Westfalen als Pfarrer diente. Sein Bruder war der Theologe Julius Smend. Smends ebenfalls Rudolf genannter Sohn wurde ein bedeutender Staats- und Kirchenrechtler; dessen Sohn, der ebenfalls den Vornamen Rudolf trägt, wurde wieder Alttestamentler.
Nach der Reifeprüfung 1869 in Münster studierte Rudolf Smend Theologie und semitische Sprachen an den Universitäten Göttingen, Berlin und Bonn, wo er am 28. Januar 1874 in der Philosophischen Fakultät mit einer Dissertation zur arabischen Dichtung promovierte. 1875 promovierte er an der Universität Halle zum Lic. theol. und wurde habilitiert. 1880 wurde er als außerordentlicher Professor für Altes Testament an die Universität Basel berufen. Ab 1881 wurde er dort ordentlicher Professor. 1889 kehrte Smend als Ordinarius für biblische Wissenschaften und semitische Sprachen an die Universität Göttingen zurück. Dort traf er wieder mit seinem Lehrer Julius Wellhausen zusammen, von dem er sehr geprägt wurde und dessen Quellenscheidungsmethode er weiterentwickelte. Verdient gemacht hat er sich u. a. für seine kritische Pentateuchforschung.

## Schriften
- Der Prophet Ezechiel. 1880.
- Lehrbuch der alttestamentlichen Religionsgeschichte. 2. Auflage. Freiburg i. Br. u. a. 1899.
- Die Weisheit des Jesus Sirach. Hebräisch und deutsch. Mit einem hebräischen Glossar. Berlin 1906.
- Die Erzählung des Hexateuch auf ihre Quellen untersucht. Berlin 1912.